# Целіни (Тарноґурський повіт)
Целіни (пол. Celiny) — село в Польщі, у гміні Ожаровиці Тарноґурського повіту Сілезького воєводства.
Населення — 228 осіб (2011).
У 1975-1998 роках село належало до Катовицького воєводства.

## Демографія
Демографічна структура станом на 31 березня 2011 року:
|          | Загалом | Допрацездатний вік | Працездатний вік | Постпрацездатний вік |
| -------- | ------- | ------------------ | ---------------- | -------------------- |
| Чоловіки | 108     | 16                 | 80               | 12                   |
| Жінки    | 120     | 22                 | 73               | 25                   |
| Разом    | 228     | 38                 | 153              | 37                   |